# Trigonopeltastes kerleyi
Trigonopeltastes kerleyi är en skalbaggsart som beskrevs av Ricchiardi 2003. Trigonopeltastes kerleyi ingår i släktet Trigonopeltastes och familjen Cetoniidae. Inga underarter finns listade i Catalogue of Life.